# 覆面レスラー
覆面レスラー（ふくめんレスラー）は、素顔がわからないように頭部や顔などの一部または全体を覆面で覆い活動するプロレスラーのことである。マスクマンとも呼ばれる。多くの場合は顔のみではなくリングネームを用いることなどで、その正体も隠されている。

## 起源
初の覆面レスラーは1915年12月9日にニューヨーク・マンハッタン・オペラハウスに登場したマスクド・マーベル（Masked Marvel）だったとされる。1916年1月16日、世界チャンピオンのジョー・ステッカーに挑戦し、敗北後自らマスクを脱ぐ。正体は1904年セントルイス五輪、アマチュアレスリングヘビー級アメリカ代表のモート・ヘンダーソン（Mort Henderson）。正体が明らかになるとオリンピアンのショー・スポーツ出場として社会問題化し警察の捜査まで行われた。アンダーソンは当時全米体協の交付ライセンスは失効しており、収入を得るためプロモーターの要請に応じ試合をしただけであったが、一般マスコミの好餌となってしまった。以降、アンダーソンは素顔で試合を続けるが全米では1938年まで覆面レスラーは現れない（この時出た選手は「2代目マスクド・マーベル」）。また、この騒動により、ニューヨーク州のアスレチック委員会はプロレスラーに対してもライセンスを交付することになり、ライセンス切れの元アスリートが収入のためだけに正体を隠してプロレスに上がることの防止策を施している。
単発的ではない、本格的な覆面レスラーが現れるのは1945年12月、ワシントンDCに現れた "縞馬小僧" ゼブラ・キッドが最初とされる。初代は正体はこわもての顔のオラール・オルセン（のちにスウェディッシュ・エンジェル）で正体を明かすまで4年間、東海岸でアイドル的存在だった（のちに来日するのは2代目のジョージ・ボラス版である）。
後述するメキシコで覆面レスラーが活動するのは1940年代から。この時期のアメリカではメキシコ製と差別化を図るべく、フリークス（見せ物）という動きが出てくる。この代表格が "ミイラ男" ザ・マミーである（初代はベンジー・ラミレス）。ザ・マミーのキャラクターは密入国を隠すため、またはプロモーターが身元引受人となる代わりに生み出したキャラクターだったといわれている。

## 覆面レスラーの正体

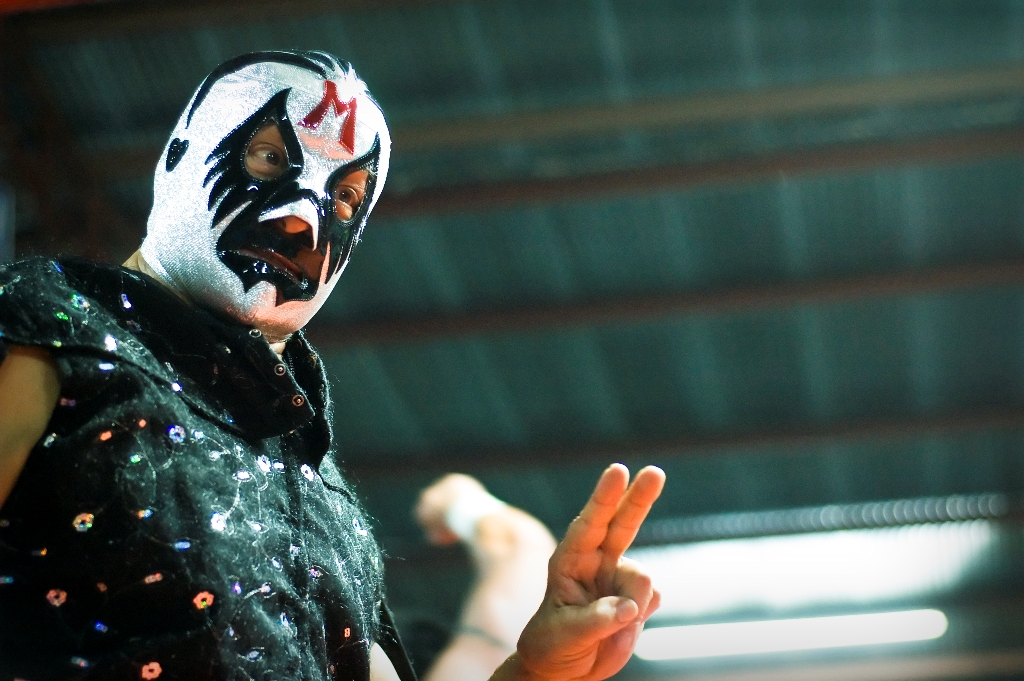
ミル・マスカラス

覆面レスラーはメキシコのルチャリブレに多く存在する。ルチャリブレに伝統的に覆面レスラーが多い理由の一つとして、昼間は他の職業についているため、夜に試合を行う場合が多く、正体を隠す必要があったためである。
かつてアメリカでは試合をするプロレスラーにライセンスが必要で、それを持っていないため、正体を隠していた例もある（ザ・デストロイヤー）。ただし、今日では特に理由がなくても覆面を利用するレスラーも多い。
日本に於いては、キャラクターとして団体からの命令で覆面レスラーに変身する例も多く、変身によって大ブレイクするも当の本人の意思に反する場合もある。また、ヨーロッパのプロレスは、アメリカとは違った怪奇派覆面レスラーが多い。
日本初の覆面レスラーは1956年に来日したメキシコのラウル・ロメロであるが、ロメロは日本限定の覆面レスラーで、メキシコ国内では一度もマスクをつけたことがなかった。日本で使用したマスクは、アラーニャ・デ・モレロスというレスラーのマスクを借りたものだと言われている。1959年に来日したミスター・アトミックが大人気を博した。日本でデビューした初の覆面レスラーは小林省三（ストロング小林）の覆面太郎（1967年デビュー）といわれている。
ミル・マスカラスに代表されるメキシコのプロレスや、ザ・デストロイヤーの影響で日本の団体でも覆面レスラーは多く存在する。海外武者修行からの帰国や長期休養明けを機に覆面レスラーになったり、既存レスラーのてこ入れ策としてギミック変更の一環で行われる。
日本の覆面レスラーの特徴としては、デビュー以降は比較的早い段階でその正体がわかることが多い。獣神サンダー・ライガーの様に、所属団体がその正体を公式に明かすことはしなくても多くのファンが知っている場合も存在する。また、岩手県議会議員時代に議会においても覆面を使用したザ・グレート・サスケ、本名や素性を自ら明かした上で試合やテレビ番組で能動的にマスクを外すことも多いスーパー・ササダンゴ・マシンなど、正体を伏せずに活動する覆面レスラーも存在する。三沢光晴のタイガーマスク（2代目）などはデビュー戦の段階で多くのファンに正体がわかっており、三沢コールが起こっていた。
なお、前述のタイガーマスクや獣神サンダーライガーのようにTV番組のタイアップや人気キャラクターなどをモチーフにする場合もみられるが、ウルトラマンやウルトラセブンは海外にまで飛び火する人気を誇ったため、メキシコを中心に活躍するマスクマンまで登場した（新日本プロレスに来日したウルトラマン、全日本プロレスがメキシコから来日と謳ったウルトラセブンなど）。
地方発のプロレス団体には覆面レスラーを多数起用して旗揚げするケースも多い。特に設立者自らが覆面レスラーである場合がほとんどで、彼等はプロレス団体の人気を一手に引き受ける「顔役」となるケースが大半である。大阪プロレスのブラックバファローやくいしんぼう仮面は、元みちのくプロレスのスペル・デルフィンが中心となって打ち立てたキャラクターである。弱小インディー団体で大成しなかったレスラー達に分かり易いキャラクターを与えて多くの選手を再生させた事により、大阪プロレスはレスラー再生工場などと言われた事もあった。
大多数の覆面レスラーはマスク自体にレスラーとしてのアイデンティティーがあると考えているため、リング内外を問わずマスクを脱いで素顔を晒すことが少なからずあるスーパー・ササダンゴ・マシンのような極一部の例外を除き、マスクに手をかけられたり剥がされたりすることを極端に嫌う。レスラーとして路線変更をする場合前出の三沢光晴や平田淳嗣（スーパー・ストロング・マシーン）のように自らマスクを脱ぎ捨てる場合がある。前出のブラックバファローはマスクを脱ぎ捨てた後もリングネームを変えずに活動する稀有なケースである。マスクを剥ぐ、剥ごうとする行為はほとんどの団体で反則とされているが、小林邦昭のようにあえてそれをやることでヒールとしてのイメージ確立を図ることもある。
覆面レスラーが政界に進出し、地方議員になった例として、ザ・グレート・サスケ（岩手県議会議員）、スペル・デルフィン（大阪府和泉市議会議員）、スカルリーパー・エイジ（大分市議会議員）、グレート☆無茶（長野市議会議員）、タコスキッド（福岡県太宰府市議会議員）の5名が存在する。議会出席時に覆面を着用する事は本人確認や議会の品位を損ねるといった問題が起きており、当選時にしばしば議論になった事がある。
- 覆面レスラー議員第1号となったサスケに関しては、当時は前例がなかったこともあり、当時の岩手県知事である増田寛也やサスケとは対立する会派である自由民主党・公明党の県議団などにより、議会でのマスク着用について是非が問われたこともあり、自民・公明会派から「議場での覆面着用禁止の会議規則改正案」が出されるなど一時は政治問題化したこともある。最終的に増田知事がサスケの覆面着用での議会出席を容認した事や、サスケが所属した民主党会派の擁護もあり、事実上サスケは議会での覆面着用は認められる形となった。なお、議会出席においては議会の別室で素顔の本人確認をすること等を条件としており、議員証では素顔写真となっている。同様にデルフィンもまた議会の別室で素顔の本人確認をすること等を条件に議会出席が認められている。
- 一方で、スカルリーパー・エイジについては、大分市議会の「市議会会議規則」により覆面着用が認められず出席を拒まれたため、やむを得ず覆面を外し眼鏡をかけた素顔で議会に出席しているが、本人は覆面姿での議会出席を求めており、3期目当選後の2021年には大分地方裁判所への提訴に至っている[5][6]。

## 覆面の利便性
覆面はギミックの中でも見た目が派手なため、地味なレスラーや普段目立っていないレスラーに覆面を着用させ、注目を集めるために使われることもある。他にも一人のレスラーが素顔と覆面、または二種類以上の覆面を使い分けて一人二役を演じることも少なくない。これを利用して所属選手数の少ない団体ではレスラーがギミックを使い分けて一回の興行で2試合出場することもある。
また、覆面をかぶることで素の自分とは異なるキャラクター、人格になりきり、素顔の時には出せなかった実力が発揮できる効果もある。地力はあるものの、性格が優しかったり引っ込み思案なレスラーが、覆面の力でトップレスラーになるケースも多い（ペイントレスラーにも同様のことが言える）。一方で救世忍者乱丸のように義眼など顔の障害を隠すために着用する場合もある。
変わった例として、新日本プロレスが1973年に招聘したエル・サントは、メキシコの大物覆面レスラーのエル・サントとは全くの別人であった。正体のレスラーはメキシコに帰国した際、日本遠征中にエル・サントを名乗ったことがばれて大いに顰蹙を買ったという。なお、新日本に「オリジナルのエル・サントが来る」と誤解させる意図があったかどうかは不明。さらに変わった例として、キラー・コワルスキーは晩年頭が薄くなってカツラを着用していたが、カツラが取れると困るというので覆面をかぶって試合をしたことがあった。
覆面レスラー同士のタッグチームにおいては、マスクやコスチュームを同一にして見分けが付かなくすることで、レフェリーの目を盗んでの「すり替わり」などの攪乱戦法を用いる。ジ・アサシンズはその先駆的存在だった。

### 覆面軍団
1984年に登場したストロング・マシーンは9月に同じ覆面男がセコンドにつき「増殖」。覆面レスラーにとってマスクデザインが個性であったが、機械を名乗ることで大量生産もできるという覆面を逆手に取った設定で、10月以降も3号、4号が登場しマシン軍団を形成していく。このマシン軍団のギミックはWWF（のちにWWE）にも飛び火していった。この流れは新日本だけでも海賊男、魔界倶楽部、マスクドCTUといったフォロワーを生んでいる。

## 覆面を賭けた試合
メキシコのルチャリブレでは、レスラー同士の因縁を決着するストーリーとして、覆面（マスカラ）や髪（カベジェラ）などを賭けて試合を行うことがある。これらを賭けて行われる試合は「コントラ・マッチ」と呼ばれ、覆面レスラー同士がそれぞれの覆面を賭ける場合は「マスカラ・コントラ・マスカラ」片方のみが覆面レスラーで、他方が髪を賭ける場合は「マスカラ・コントラ・カベジェラ」となる。メキシコではタイトル歴と同じように誰のマスクを剥いできたかというマスク剥ぎ歴が勲章とされている。また、メキシコでは例年9月（通常は第3週金曜日）にルチャリブレ生誕祭が行われ、マスク剥ぎマッチが行われることが多い。
マスクを脱いだレスラーは基本的に以降は素顔で活動するのが通例であるが、レイ・ミステリオやK-ness.など、再びマスクを被るレスラーもいる。なおメキシコではライセンス交付制のため厳密に適用されており、国内において同じデザインのマスク、リングネームを名乗ることはできない。メキシコで敗れているBUSHIがブシロードとしてCMLLに参戦（日本ではBUSHIを継続使用）するなど類似名は可能で、メキシコでは素顔なものの日本では継続してマスクを被っていたボラドール・ジュニアの例もある。
試合前に「もし負けてマスクを脱ぐようなことがあれば引退する」と豪語するレスラーもいるが、プロレスに限らず芸能の世界では引退は言葉通りにならないことが多く、大半は（別キャラクターということを前提として）現役を続行している。

## 覆面の種類

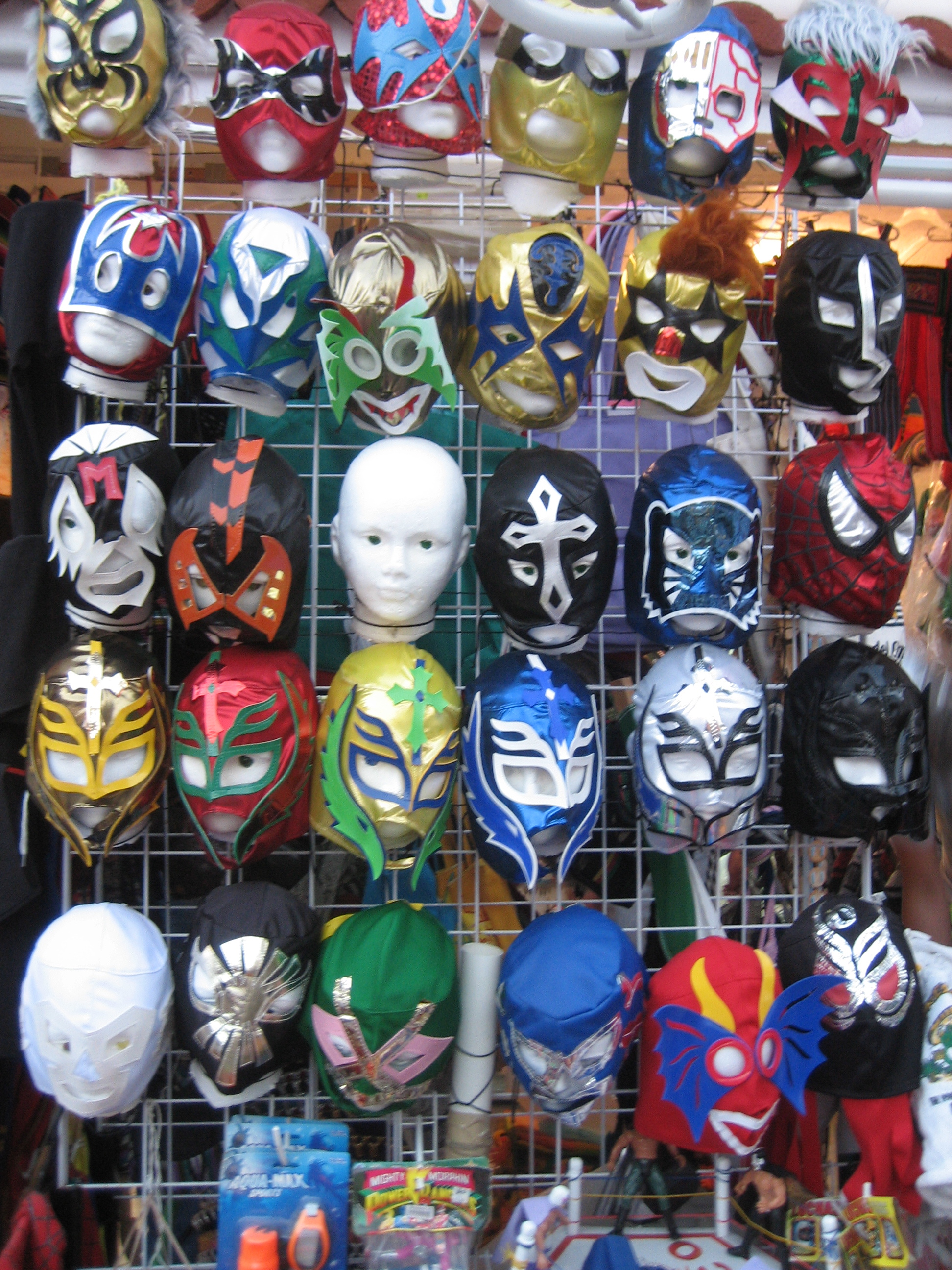
売店で販売される多様な覆面。

覆面が誕生した当時は、デザインも非常にシンプルなものだった。しかし覆面レスラーが認知されるにつれ、ラメ入りの生地やフェイクファーなどの飾り、目や口の部分にメッシュ素材（中からは外が透けて見えるが、外からは中が見えにくい）を使うなど、その意匠も凝ったものになってきた。こうした覆面はファン向けにレプリカが作られることも多く、特に本物と同じ素材で作られたものは数万円で売られる。
また、ミル・マスカラスのように、覆面のデザインやカラーリングをあえて統一せず、多彩な種類で見る側の目を楽しませるものもいた。マスカラスは試合用の覆面の上にオーバーマスクをかぶり、入場後そのオーバーマスクを観客席に投げ入れるというファンサービスも行っていた（現在はレイ・ミステリオ、BUSHIがほぼ同じパフォーマンスを行っている）。丸藤正道など普段は素顔で試合をする選手でも、入場パフォーマンスとして覆面を被り、試合前に脱ぎ捨てる場合もある。
2000年代のメキシコでは特殊メイクのような合成ゴム製のマスクが流行り、グロンダやゲファーなどの怪物キャラクターが生まれた。
なお、試合以外で覆面レスラーとして公の場に出る際には、プライベート用の覆面を着用することが多い。プライベート用は食事がとりやすいよう口の部分が大きく開き、着脱しやすいようヒモではなくファスナーで締める、などの工夫が見られる。一方でタランチェラのように試合以外では素顔になる選手も稀に存在する。

### 覆面職人
アメリカで覆面が生まれた際には布2枚で巾着のように縫製されていたが、のちに被り心地、フィット面、呼吸のしやすさなどから布4枚を縫合して縫うことが一般的となった。当初は専門に縫う者もおらず、靴職人や日本ではおもちゃメーカーのポピーが副業として縫製していたが、要求される専門性から、メキシコや日本では専門の職人、メーカーが縫製している。選手はそれぞれ特定の職人、メーカーと取引をしていることが多く、メキシコでは親の下で修業し、家を継ぐ形で何代にも渡るメーカーもある。メキシコの第一人者とされるのは革靴職人だったアントニオ・マルティネスで、1933年にアイルランド出身のシクロン・マケイから依頼されたのをきっかけに取り組み（それまではプロレスやボクシングのリングシューズ製作で競技に関わる）、ルチャ黎明期のほとんどのマスクを手掛けていた。「マルティネス」はその後も2代目が受け継ぐ老舗メーカーとなっている。
日本ではミステル・カカオが著名であり、プロ用マスクからアイドルがミュージックビデオで使用するマスクやコマーシャルやバラエティー番組で使用するマスクなどの制作実績がある。

## その他
- ドス・カラス・ジュニア - 史上初の覆面バーリトゥーダー。他に獣神サンダーライガーも覆面姿のまま総合格闘技の試合をしたことがある。

## フィクション
- キン肉スグル - プロレス系格闘漫画、キン肉マンの主人公。丸い団子っ鼻にタラコ唇という面相の持ち主だが、これはマスクであり素顔ではない。キン肉族には、生涯をマスクをかぶって過ごし、もしも誰かに素顔を見られたら死ななければならない、という独特な掟がある。